# 安達宗顕
安達 宗顕（あだち むねあき)は、鎌倉時代中期の鎌倉幕府の御家人。安達氏の一族で安達顕盛の子。子に時顕がいる。
顕盛が21歳の時に生まれた子供である。
弘安8年（1285年）11月17日、伯父の泰盛と内管領・平頼綱の対立による霜月騒動で安達一族が滅ぼされると、宗顕にも追討の手が差し向けられ、遠江国で自害して果てた。享年21。
永仁元年（1293年）の平禅門の乱で平頼綱が滅ぼされた後に安達一族の復帰が認められると、宗顕の子時顕は幕政に復帰し、安達氏家督である秋田城介を継承した。また、時顕の娘は北条高時に嫁いでいる。